# Lightnin' Hopkins

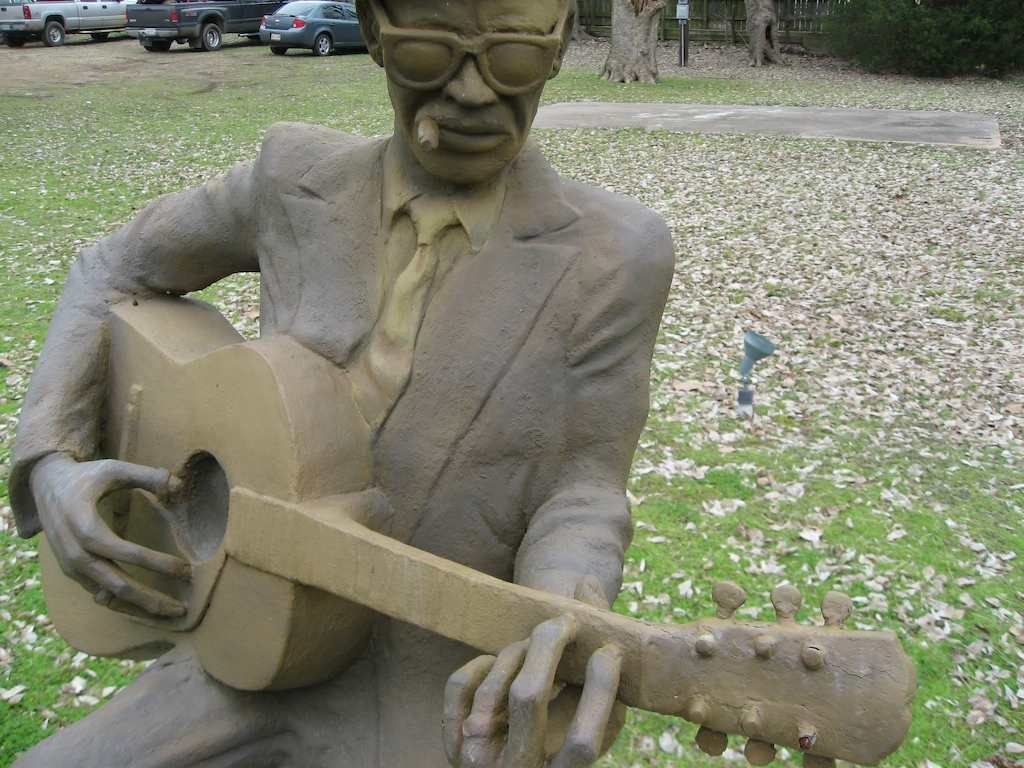
Staty på Lightnin' Hopkins

Lightnin' Hopkins, född 15 mars 1912 i Centerville i Texas, död 30 januari 1982 i Houston i Texas, var en amerikansk bluesgitarrist och sångare. När han var 8 år gammal mötte han den legendariska bluesartisten Blind Lemon Jefferson. Lightnin' Hopkins började spela in skivor på 1940-talet. Han dog i cancer 1982.

## Diskografi
- 1959 - Lightnin' Hopkins Strums the Blues (Score)
- 1959 - Lightnin' Hopkins (Folkways)
- 1959 - Lightnin' and the Blues (Herald)
- 1960 - Country Blues (Tradition Records)
- 1960 - Last Night Blues (Bluesville Records)
- 1960 - Mojo Hand (Fire Records)
- 1960 - Lightnin'  (Bluesville)
- 1961 - Autobiography in Blues (Tradition)
- 1961 - Blues in My Bottle (Bluesville)
- 1962 - Walkin' This Road By Myself (Bluesville)
- 1962 - Lightnin' and Co. (Bluesville)
- 1962 - Lightnin' Strikes (Vee-Jay Records)
- 1963 - Blues Hoot (Vee-Jay Records; live i The Ash Grove 1961 med Sonny Terry, Brownie McGhee, och Big Joe Williams)
- 1963 - Smokes Like Lightnin'  (Bluesville)
- 1963 - Goin' Away (Bluesville)
- 1964 - Down Home Blues (Bluesville)
- 1965 - Hootin' the Blues (Bluesville)
- 1965 - Lightnin' Strikes (Tradition)
- 1965 - The Roots of Lightnin' Hopkins (Verve Folkways)
- 1966 - Soul Blues (Bluesville)
- 1967 - My Life in the Blues (Bluesville)
- 1967 - Original Folk Blues (Kent Records)
- 1967 - Lightnin'! (Arhoolie Records)
- 1968 - Freeform Patterns (International Artists)
- 1969 - California Mudslide (and Earthquake)
- 1991 - Swarthmore Concert Live, 1964
- 1991 - Sittin' in with Lightnin' Hopkins(Mainstream Records)
- 1991 - The Hopkins Bros. (Arhoolie Records, med bröderna Joel and John Henry)
- 1992 - Lonesome Life (Home Cooking/Collectables)
- 1993 - Mojo Hand: The Lightnin' Hopkins Anthology (Rhino Records)
- 1995 - Po' Lightning
- 1999 - The Very Best of Lightnin' Hopkins